# Rudolf Gangloff
Rudolf Gangloff, auch Rudolph Gangloff, (* 21. Februar 1878 in Leipzig; † 1967 in Bremen) war ein deutscher Bildhauer und Bildschnitzer.

## Biografie
Gangloff erhielt seine Ausbildung zum Bildhauer in Leipzig. Danach war er in Belgien, Frankreich und England tätig. In Frankreich studierte er um 1898 auch an der Sorbonne in Paris. Er soll danach Mitglied der Darmstädter Künstlerkolonie gewesen sein, sein Name taucht allerdings in der umfangreichen Literatur zur Künstlerkolonie nicht auf. Um 1903 kam er nach Bremen. Bei der Umgestaltung der oberen Halle des Bremer Rathauses wirkte er für Johann Georg Poppe u. a. beim üppigen Rathausgestühl mit. Danach war er seit 1905 als freischaffender Künstler in Bremen tätig. Ludwig Roselius zog ihn zu (bisher nicht verifizierten) Aufträgen bei der Gestaltung der Böttcherstraße heran. Sein prominentestes Werk war das im Zweiten Weltkrieg zerstörte Denkmal für Paul von Hindenburg auf Helgoland. Es hatte die Form einer Büste des Reichspräsidenten mit einem Adler und war 1929 von der HAPAG und dem Norddeutschen Lloyd gestiftet worden. Als Angestellter des Hochbauamtes Bremen schuf er verschiedene bauplastische Elemente an öffentlichen Bauten in Bremen. In der Zeit des Nationalsozialismus galt er als entarteter Künstler. Durch den Krieg oder durch die Nazis sind viele seiner Werke – so auch eine Büste von Friedrich Ebert – vernichtet worden. Nach 1948 war er wieder als Bildhauer aktiv.

## Werke
- Holzrelief von Hermann Böse im Eingangsbereich des Hermann-Böse-Gymnasiums in Bremen
- Objekte von Ernst v. Wachold und Rudolf Gangloff am und im Schulzentrum Waller Ring in Bremen
- Bauplastik am Lyzeum Kleine Helle (heute Altes Gymnasium) in Bremen
- Bildnisbüste Konrad Weichberger, 1928 (verschollen)
- Bildnisbüste Ernst Georg Baars, 1939 (Gips), heute im Heimatmuseum Schloss Schönebeck, Bremen
- Bildnisbüste Ludwig Roselius (Unternehmer), (posthum), Eiche, 1948, Ludwig Roselius Museum, Bremen
- Elisabeth Bartling (Hrsg.): Rudolf Gangloff. In mir sprang auch etwas entzwei. Gedichte von 1920–1956. Fotografien seines bildhauerischen Schaffens, Tuwifal-Verlag Bremen, 1989